# Darío Jara Saguier
Darío Jara Saguier   (Asunción, 27 de gener de 1930 - 22 de gener de 2023) fou un futbolista paraguaià. Formà part d'una família de set germans Jara Saguier, tots ells futbolistes.

## Selecció del Paraguai
Va formar part de l'equip paraguaià a la Copa del Món de 1950. Va destacar als clubs Rubio Ñú i Cerro Porteño.
També fou entrenador a clubs com Sportivo Trinidense, Rubio Ñu, Resistencia S.C., Deportivo Recoleta, Pdte. Hayes, Club Cerro Corá, Sportivo Ameliano, Cerro Porteño, Luis Alberto de Herrera de Guarambaré, i Olimpia de Ita.